# 16 (getal)
Zestien is 16, 15 + 1.

## In wiskunde
- De ontbinding van zestien in priemfactoren is: 24. Als vierde macht is het tevens een kwadraatgetal, van 4.
- De combinatie 2 en 4 is het enige geheeltallige getallenpaar waarvoor geldt dat xy = yx terwijl tevens {\displaystyle x\neq y}.
- Zestien is een getal uit de rij van Padovan.

## In het mensenleven
- In ploegendiensten worden soms cycli van zestien uur toegepast: 'acht uur op, acht uur af'.

## In de informatica
- Zestien is het grondtal van het hexadecimale talstelsel, dat naast het binaire talstelsel een grote rol speelt in de technische informatica. Een byte (8 bits) kan men opbouwen uit twee hexadecimale cijfers; er zijn 256 mogelijke bytewaardes (162).

## In de tijdsrekening
- Zestien uur (16.00 uur) is vier uur in de middag.

## In hetNederlands
- Zestien is een hoofdtelwoord.